# Terror psicológico

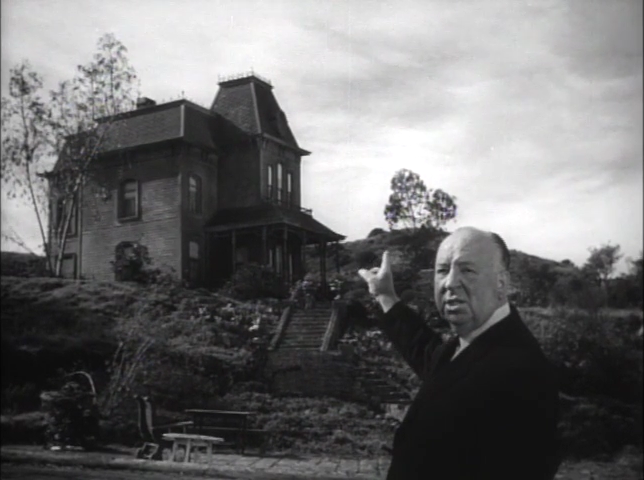
Fotograma de un tráiler de la película Psicosis, con su director, Alfred Hitchcock, señalando el famoso domicilio que constituye motivo central de la misma.

El terror psicológico u horror psicológico es un subgénero de la ficción terrorífica, ya sea literaria o cinematográfica o en videojuegos de terror, que centra su atención en los temores de los personajes, sus culpas, creencias y supersticiones. En este tipo de narración se busca la sutileza de efecto y la sugerencia más que el mero susto. El miedo trata de suscitarse afectando directamente a la emotividad del lector o espectador, que debe acabar identificándose con los padecimientos o vivencias extremas de determinados personajes. En el cine, con el fin de reforzar la tensión y acrecentar el interés en la trama, suele recurrirse a los efectos espeluznantes de sonido, la tétrica ambientación musical, la inestabilidad emocional de los personajes, los paisajes o situaciones extraños u oscuramente sugerentes, etc.
Habitualmente se considera que el autor pionero de esta modalidad fue el gran cuentista estadounidense Edgar Allan Poe, quien a través de relatos como El corazón delator, El hombre de la multitud o El demonio de la perversidad, entre otros, halló un nuevo camino para dejar obsoleta la tradicional novela gótica, con toda su corte de monjas sangrientas y fantasmas encadenados.
Una derivación del terror psicológico lo constituye el llamado suspenso, género literario y cinematográfico que ha tenido numerosos cultivadores y del que es figura emblemática el director británico Alfred Hitchcock.

## Características
El terror psicológico originario, el de Poe y Sheridan Le Fanu (y, más modernamente, el de Walter de la Mare y Henry James), recurre a la sugerencia y a la sutileza de trazo, si se compara con el género de horror anterior (la literatura gótica). Contiene, pues, menos "efectos especiales" y descripciones de violencia o agresión física, ya que trabaja principalmente con factores que afectan mentalmente a la audiencia, obviando la visualización de imágenes gráficas truculentas, tan típicas, hoy en día, del cine Slasher y el gore.
Más que la "sangre", es elemento fundamental del terror psicológico la "sombra" arquetípica (siguiendo a Carl Gustav Jung), las tinieblas, que encarnan siempre la idea de "amenaza", el miedo a lo desconocido. De este modo, el espectador o lector se estremece ante la exposición a miedos y vulnerabilidades comunes o universales, centradas principalmente en las partes más oscuras de la psique humana, que la mayoría de las personas reprime o niega. 
La amenaza, así, proviene del propio espectador o lector. El mal, por otra parte, muchas veces se esconde bajo la apariencia de normalidad, en un ámbito cotidiano, mientras que el subgénero Gore se centra más bien en lo extraño, lo visual y llamativamente fantástico (y a menudo repugnante), aquello que no admite una explicación sencilla. Carl Jung ha argumentado que la atracción de la inquietud causada por el otro no representa más que un intento de integrar la "otredad" de la sombra, mientras que otros autores creen que el horror solo sirve para reprimirla.
Podría argumentarse que, en última instancia, el terror psicológico no pertenece, en realidad, al género de terror, al parecerse más al género del thriller (intriga). Sin embargo, en el terror psicológico es elemento esencial el asustar a la audiencia mentalmente, mientras que esto no se da en las novelas de intriga. Es también conocido el subgénero del "thriller psicológico", que tiene elementos en común con aquel, pero busca un impacto diferente en el espectador que el del terror psicológico.
Otro aspecto de terror psicológico, pero más emparentado con el gore, es el recurso a lo que podría denominarse "horror corporal". El propósito es desarrollar un sentimiento de malestar mediante la explotación del miedo humano al sufrimiento físico, a la enfermedad, la experimentación anormal, el parasitismo, la mutilación, las mutaciones, la mera decadencia física, etc.

## Herramientas del terror psicológico

### Luces y sombras
Uno de los elementos importantes para el cine de terror psicológico son las luces y sombras. Alfred Hitchcock jugaba con estos elementos colocados deliberadamente para generar un ambiente de domesticidad. Buscaba brindar un entorno de mayor suspenso, ocultando información no visible a simple vista para el espectador, jugando con su mente por medio de sorpresas y escalando hacia el horror. Se puede apreciar esto en obras como La ventana indiscreta.

### Música y sonido
Una herramienta más del terror psicológico es la música. A diferencia de la que se usa en las películas de terror convencionales, donde se busca el sonido típico que identifica al espectador, en el terror psicológico, los compositores evitan las melodías memorables, y recurren a la tonalidad, la desestabilización de tono o armonía, utilizando recursos como glissandi, trémolos o grupos de tono durante escenas de suspenso. La música genera un impacto psicofisiológico en el espectador, derivado de una ubicación precisa de la melodía a largo del metraje. Según estudios, es a través de la piel por el que se llega a sentir este placer o excitación.

## Cine

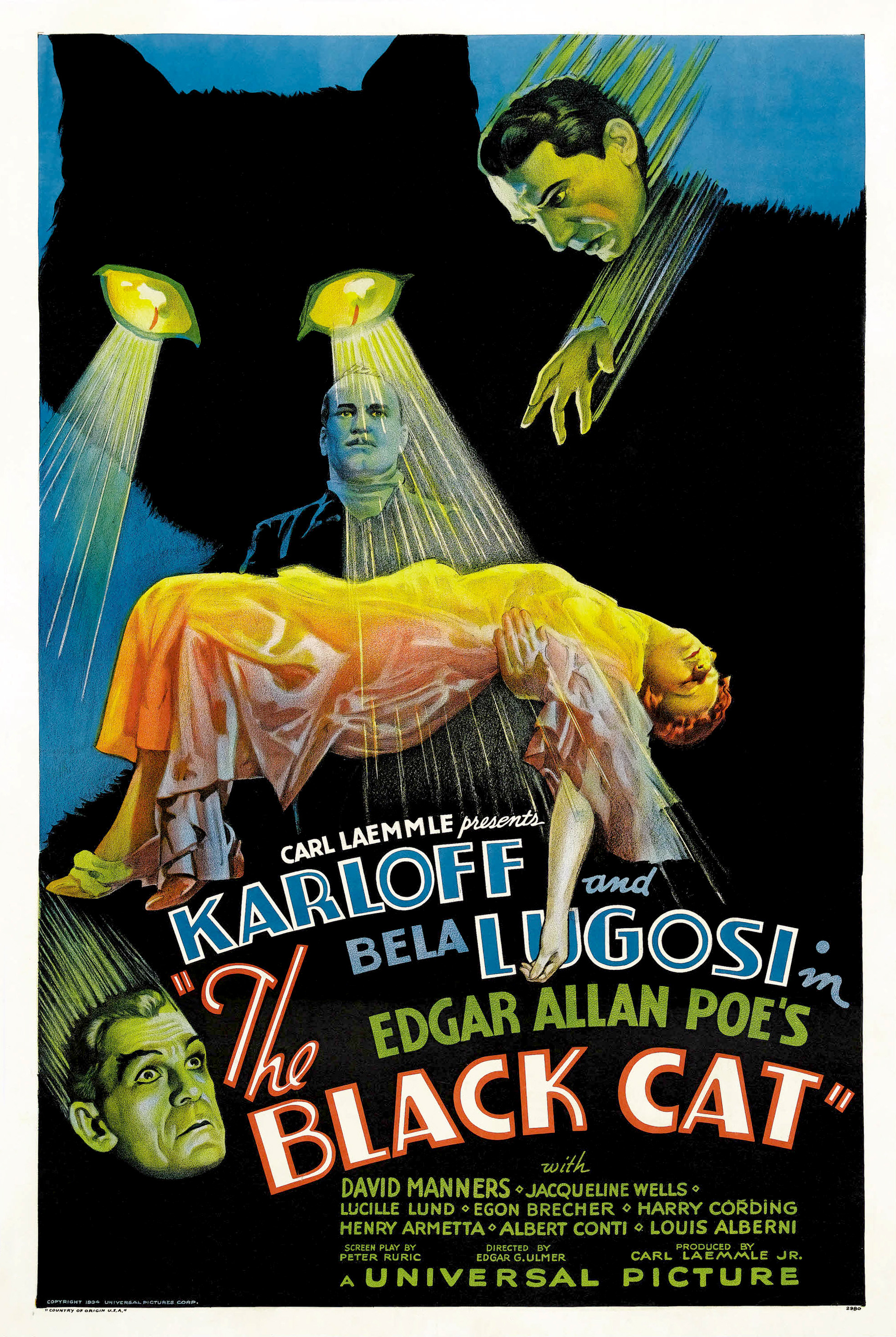
Cartel de estreno "Estilo D" de la película de 1934 El gato negro.

Dentro del cine reciente, son claramente representativas del terror psicológico las películas The Sixth Sense (1999), The Blair Witch Project (1999) y Los otros (2001), Shutter Island (2010), Déjame salir (2017), Midsommar (2019) o El faro (2019).
Asimismo, en el campo de los videojuegos se recurre a menudo al terror psicológico, como en Silent Hill, Amnesia: The Dark Descent, Manhunt, Nocturne, Alan Wake, o Doki Doki Literature Club.